# Chimá, Santander
Chimá là một khu tự quản thuộc tỉnh Santander, Colombia. Thủ phủ của khu tự quản Chimá đóng tại Chimá Khu tự quản Chimá có diện tích 152 ki lô mét vuông. Đến thời điểm ngày 28 tháng 5 năm 2005, khu tự quản Chimá có dân số 3276 người.